# 杰罗萨
杰罗萨（義大利語：Gerosa），是意大利贝加莫省的一个市镇。总面积10平方公里，人口366人，人口密度36.6人/平方公里（2009年）。国家统计（ISTAT）代码为016112。